# René-Robert Cavelier, Sieur de La Salle
René-Robert Cavelier, Sieur de La Salle, hay Robert de La Salle (sinh ngày 21 tháng 11 năm 1643 - mất ngày 19 tháng 3 năm 1687) là một nhà thám hiểm người Pháp. Ông đã khảo sát Ngũ Đại Hồ là năm hồ lớn nằm trên hay gần biên giới Hoa Kỳ – Canada, Sông Mississippi và Vịnh Mexico.